# Eriborus vulgaris
Eriborus vulgaris là một loài tò vò trong họ Ichneumonidae.